# Rankovce (Észak-Macedónia)
Rankovce (macedón nyelven: Ранковце) egy falu Észak-Macedóniában, az azonos nevű község székhelye.

## Népesség
- 2002-ben Rankovcénak 1192 lakosa volt, akik közül 1133 macedón, 53 cigány, 1 szerb és 5 egyéb.
- 2002-ben Rankovce községnek 4144 lakosa volt, akik közül 4058 macedón, 57 cigány, 18 szerb és 11 egyéb.

## A községhez tartozó települések
- Rankovce
- Baratlija,
- Vetunica,
- Vrzsogrnci,
- German (Rankovce),
- Ginovci,
- Gulinci,
- Krivi Kamen,
- Lyubinci (Rankovce),
- Milutince,
- Odreno,
- Opila,
- Otosnica,
- Pikliste,
- Petralica,
- Pszacsa,
- Radibus,
- Sztancsa (Rankovce)